# Bloeding
Een bloeding (medische term: hemorragie) is een beschadiging van de bloedvaten, waardoor bloed buiten het vaatbed treedt. Dit leidt dan tot bloedverlies. 

## Diverse soorten van bloedingen

### Naar plaats

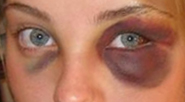
blauw oog

- Uitwendige bloeding, waarbij het bloed buiten het lichaam terechtkomt, na een verwonding of bij een operatie
- Inwendige bloeding, waarbij het bloed buiten de bloedvaten terechtkomt, maar in het lichaam blijft. Bloed kan bijvoorbeeld onderhuids terechtkomen of in een holte van het lichaam, zoals de buikholte. Omdat een inwendige bloeding niet altijd zichtbaar is, wordt deze vaak niet opgemerkt, tenzij er circulatieproblemen gaan optreden. Iemand kan bijvoorbeeld na een stomp buiktrauma makkelijk enkele liters bloed in de buikholte krijgen, voordat de ernst van de verwonding wordt ingezien. Ook de oppervlakkige onderhuidse bloeding, de 'blauwe plek' valt hieronder. Zie bloeduitstorting. Een bekende vorm is het blauwe oog.

### Naar bloedend vat
- Slagaderlijke bloeding: hierbij kan het bloed er letterlijk uitspuiten, en kan er vrij snel een aanzienlijk bloedverlies optreden. Bij een dergelijke verwonding moet de wond worden dichtgedrukt, en met spoed medische hulp ingeroepen.
- Veneuze bloeding: uit een of meer grotere aderen. Lichte druk kan de bloeding meestal stoppen.
- Capillaire bloeding: bloeding uit haarvaten, b.v. uit een wondvlak of schaafwond. Komt over het algemeen spontaan tot stilstand.

### Naar oorzaak

#### Acute oorzaken van ernstig bloedverlies
- Een verwonding. Bij een verwonding kunnen bloedvaten kapotgaan, waarbij er een open verbinding ontstaat met de buitenwereld (bloeding) of met bijvoorbeeld de buikholte (inwendige bloeding). Wanneer een slagader geraakt is, leidt dit al snel tot veel bloedverlies.
- Een operatie. De mate van bloedverlies verschilt bij verschillende soorten operaties van zeer weinig tot zeer veel.
- een bloeding uit het maag-darmkanaal wordt vaak vrij laat opgemerkt. Hoe hoger het bloed vrijkomt, hoe meer het tijdens de passage door de darm verteerd zal worden. Bij maagbloedingen treedt soms een zwarte, kleverige teerachtige ontlasting op, melena genaamd. Treedt de bloeding 'lager' in de tractus digestivus op dan is het resultaat roder, en bij bloedingen uit colon of rectum meestal makkelijk als bloed herkenbaar.

Bij afwijkingen in de bloedstolling kunnen relatief kleine verwondingen lang blijven bloeden en daardoor tot groot bloedverlies leiden.

#### Chronische oorzaken van ernstig bloedverlies
- Een afwijking van het slijmvlies van slokdarm, maag of darmen. Bij een goedaardige of kwaadaardige afwijking van het maag-darmstelsel kan chronisch bloed weglekken uit deze afwijking (bijvoorbeeld een maagzweer, goedaardige darmpoliep, kwaadaardige darmtumor, aambeien et cetera). Dit bloed wordt dan via de darmen uit het lichaam gevoerd en wordt meestal niet opgemerkt.

## Gevolgen
Een plotselinge ernstige bloeding kan leiden tot shock en tot de dood door verbloeding. Snel medisch ingrijpen is noodzakelijk. Langdurig, ook gering, bloedverlies leidt meestal tot bloedarmoede doordat de ijzervoorraad van het lichaam opraakt zodat er geen nieuwe bloedkleurstof kan worden aangemaakt.